# Røldal
Røldal este o localitate din comuna Odda, provincia Hordaland, Norvegia, cu o suprafață de 0,66 km² și o populație de 359 locuitori (2013).